# Célestin Nihorimbere
Pierre-Célestin Nihorimbere (* 11. Januar 1993) ist ein ehemaliger burundischer Leichtathlet, der sich auf den Marathonlauf spezialisiert hat.

## Sportliche Laufbahn
Célestin Nihorimbere trat bei den Olympischen Sommerspielen 2016 in Rio de Janeiro an. Im Marathonlauf kam er auf Platz 114. Außerdem trat er bei den Leichtathletik-Weltmeisterschaften 2015 in Peking an, wo er mit einer Zeit von 2:23:29 h auf Platz 26 lief.